# Anna Odine Strøm
Anna Odine Strøm (Alta, 17 april 1998) is een Noorse schansspringster.

## Carrière
Strøm maakte haar wereldbekerdebuut in december 2013 in Lillehammer. In maart 2014 scoorde de Noorse in Râșnov haar eerste wereldbekerpunten. Op de wereldkampioenschappen schansspringen 2015 in Falun eindigde ze als 25e op de normale schans. 
In maart 2018 behaalde Strøm in Oslo haar eerste toptienklassering in een wereldbekerwedstrijd. In januari 2019 stond de Noorse in Zao voor de eerste maal in haar carrière op het podium van een wereldbekerwedstrijd. In Seefeld nam ze deel aan de wereldkampioenschappen schansspringen 2019. Op dit toernooi eindigde ze als negende op de normale schans. Samen met Ingebjørg Saglien Bråten, Silje Opseth en Maren Lundby veroverde ze de bronzen medaille in de landenwedstrijd. In de gemengde landenwedstrijd sleepte ze samen met Robert Johansson, Maren Lundby en Andreas Stjernen de bronzen medaille in de wacht.

## Resultaten

### Wereldkampioenschappen
| Jaar | Plaats  | Resultaten                                 |
| ---- | ------- | ------------------------------------------ |
| 2015 | Falun   | 25e HS100                                  |
| 2019 | Seefeld | 9e HS109 · Team HS109 · Gemengd team HS109 |

### Wereldbeker
Eindklasseringen
| Seizoen   | Algm | RAW |
| --------- | ---- | --- |
| 2013/2014 | 56e  |     |
| 2015/2016 | 48e  |     |
| 2016/2017 | 58e  |     |
| 2017/2018 | 17e  |     |
| 2018/2019 | 7e   | 10e |
| 2019/2020 | 17e  | 11e |